# Diyarbakır
Diyarbakır (kurdisk: Amed) er en by i det østlige Tyrkiet, med omkring 1.732.396(2018) indbyggere. Byen er hovedstad i en provins der også hedder Diyarbakır, og ligger ved bredden af floden Tigris. Indbyggerne i byen er overvejende kurdere. Tre fjerdedele er således kurdisktalende.

## Demografi
| Folketælling/Beregning | Indbyggertal |
| ---------------------- | ------------ |
| 1930                   | 30.000       |
| 1970                   | 149.566      |
| 1980                   | 235.617      |
| 1990                   | 373.810      |
| 2000                   | 545.983      |
| 2007                   | 665.699      |
| 2008                   | 799.447      |

Byen er vokset meget hurtigt de seneste år, ikke mindst af tilflyttere fra landdistrikterne, og har sandsynligvis nået millionmærket i 2013. Størstedelen af befolkningen består af zazaere og kurdere, kun 16% betragter sig som etniske tyrkere. Op til det armenske folkedrab i 1915, hvor mere end 150.000 armeniere blev deporteret fra Diyarbakır, repræsenterede den armenske befolkning omkring 40% af byens samlede befolkning ifølge tal fra det armenske patriarkat.